# Wola Żulińska (gromada)
Wola Żulińska (1954 – planowana lecz niezrealizowna nazwa: Czechów Kąt; od 29 II 1956 Żulin) – dawna gromada, czyli najmniejsza jednostka podziału terytorialnego Polskiej Rzeczypospolitej Ludowej w latach 1954–1972.
Gromady, z gromadzkimi radami narodowymi (GRN) jako organami władzy najniższego stopnia na wsi, funkcjonowały od reformy reorganizującej administrację wiejską przeprowadzonej jesienią 1954 do momentu ich zniesienia z dniem 1 stycznia 1973, tym samym wypierając organizację gminną w latach 1954–1972.
Gromadę Wola Żulińska z siedzibą GRN w Woli Żulińskiej utworzono – jako jedną z 8759 gromad na obszarze Polski – w powiecie chełmskim w woj. lubelskim na mocy uchwały nr 7 WRN w Lublinie z dnia 5 października 1954. W skład jednostki weszły obszary dotychczasowych gromad Czechów Kąt, Józefów, Borowica, Zagrody, Wola Żulińska i Żulin oraz miejscowość Elżbiecin kol. z dotychczasowej gromady Gołąb ze zniesionej gminy Pawłów w tymże powiecie.
1 stycznia 1955 gromadę włączono do powiatu krasnostawskiego w tymże województwie, gdzie ustalono dla niej 21 członków gromadzkiej rady narodowej (zapisano jako gromada Czechów Kąt z siedzibą w Czechowie Kącie).
Gromadę zniesiono 29 lutego 1956 w związku z przeniesieniem siedziby GRN z Woli Żulińskiej do Żulina i zmianą nazwy jednostki na gromada Żulin.